# مژده وصل تو کو کز سر جان برخیزم
غزلی با مطلعِ «مژده وصل تو کو کز سر جان برخیزم» غزل شمارهٔ ۳۳۶ از دیوانِ حافظ در تصحیحِ محمد قزوینی و قاسم غنی است.

## در اجراها
نادر گلچین در برنامهٔ شمارهٔ ۱۶ از مجموعهٔ گل‌های تازه این غزل را در دستگاهِ ماهور اجرا کرده‌است. 
همچنین محمّدرضا شجریان در برنامهٔ شمارهٔ ۱۰۰ از مجموعهٔ گل‌های تازه این غزل را در دستگاهِ همایون اجرا کرده‌است.
اکبر گلپایگانی نیز در برنامهٔ شمارهٔ ۲۱۱ از مجموعهٔ یک شاخه گل این غزل را در آوازِ افشاری اجرا کرده‌است.